# Valentin Wagner (Siebenbürger Theologe)
Valentin Wagner (* ca. 1510 vermutlich in Kronstadt, Königreich Ungarn; † 2. September 1557 in Kronstadt, Fürstentum Siebenbürgen) war ein Siebenbürger evangelischer Theologe, Reformator und Rektor des Honterus-Gymnasiums in Kronstadt, Siebenbürgen.

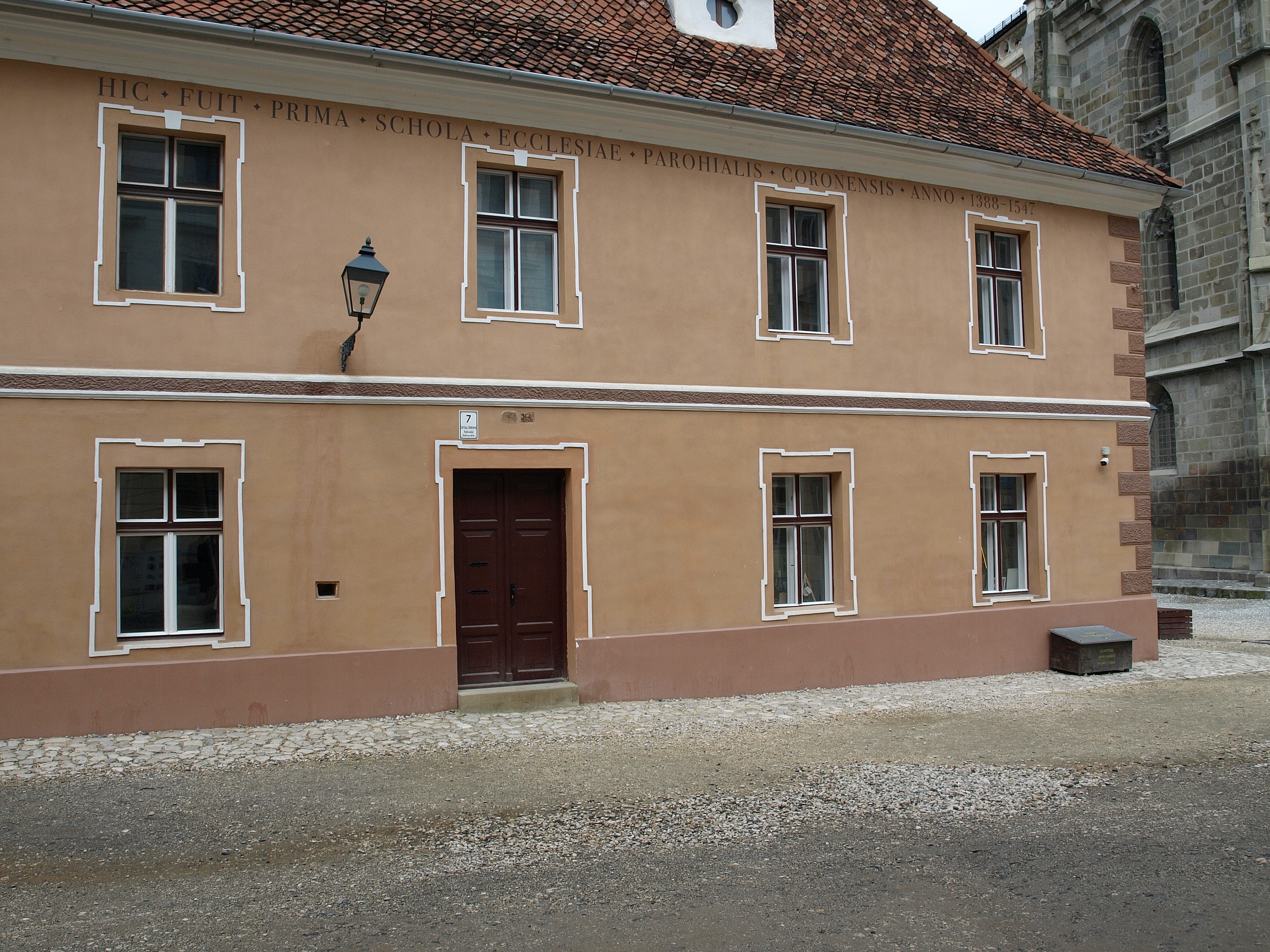
Von Honterus und Wagner gegründete Lateinschule in Kronstadt (Honterus-Gymnasium)

## Leben
Über die Jugend von Valentin Wagner ist nur wenig bekannt. Seine Eltern waren in Kronstadt ansässig. Vermutlich ging er bei den dasigen Dominikanern im Kloster Sct. Petri zur Schule oder aber wurde von einem Privatlehrer aus diesem Kloster unterrichtet. Auch ein gemeinsames Studium mit dem späteren Reformatoren Johannes Honterus (1498–1549) in Wien sowie ein Studium an der Universität Krakau sind nur bedingt belegt. 1535 gab Valentin Wagner eine griechische Grammatik heraus. Es folgten Schulbücher in griechischer Sprache. Auch die lateinischen Hexameter beherrschte Wagner ausgesprochen gut.
Am 13. April 1542 immatrikulierte sich Valentin Wagner in Wittenberg für das Studium der Theologie. Dort lernte er Philipp Melanchthon (1497–1560) kennen. Melanchthon und Wagner wurden Weggefährten. Zudem entstand zwischen Joachim Camerarius dem Älteren (1500–1574) und Valentin Wagner eine engere Verbindung. Wagner besuchte Camerarius, der seit 1541 in Leipzig lebte, auf der Durchfahrt nach Wittenberg im Jahr 1542. In einer Buchwidmung bezeichnete Camerarius Wagner als seinen Freund. Auch zu anderen Wittenberger Bekannten brach später der Kontakt nicht ab, wie ein Brief des lutherischen Theologen Matthias Flacius Illyricus (1520–1575) aus dem Jahr 1544 zeigt. Flacius befand sich in Schwierigkeiten und hoffte, sich auch durch Wagners Antwort befreien zu können. 1544 erschien Wagners „griechischer Katechismus“ (Katichisis), den Melanchthon von einem Schüler begutachten ließ. Wagner wurde im selben Jahr Rektor des von Johannes Honterus in Kronstadt gegründeten Gymnasiums (heute: Honterus-Gymnasium). Hier hatte Honterus etliche Schulreformen angestoßen, die Wagner weiterführte. Nach dem Tod von Honterus wurde Wagner 1549 evangelischer Stadtpfarrer in Kronstadt. Im Jahr 1553 ließ Wagner seine Katichisis vom Hermannstädter Reformator Paul Wiener (1495–1554) rezensieren.
Bei einer zweiten Reise nach Wittenberg erwarb Wagner am 15. Februar 1554 den Magistergrad. Sein Disputationsopponent war der lutherische Theologe Georg Major (1502–1574). Wagner lernte bei diesem Wittenberg-Aufenthalt auch Caspar Peucer (1525–1602) kennen, mit dem er sich nach seiner Rückkehr nach Siebenbürgen weiterhin austauschte. 1555 wurde Wagner Eigentümer der Honterus-Druckerei, in der auch das Gesundheitslehrbuch des Kronstädter Arztes Paulus Kyr gedruckt worden war. Die Übernahme der Druckerei hatte eine enorme Steigerung der Herausgabe humanistischer Druckwerke zur Folge.
Valentin Wagner trug wesentlich dazu bei, dass die durch Honterus in Siebenbürgen begründete Reformation gefestigt wurde. Wagner war das Bindeglied zwischen Wittenberger und Siebenbürger Reformation. Seine Kontaktpersonen in Wittenberg waren Melanchthon und dessen Schüler- und Freundeskreis. Wagner ist nicht nur im siebenbürgischen Umfeld beachtet worden. Sogar aus der Feder Rostocker Theologen findet man eine positive Beurteilung Wagners, die wohl auf den Melanchthonschüler David Chyträus (1530–1600) zurückzuführen ist. Wagners Schüler am Kronstädter Gymnasium, der siebenbergisch-sächsische Pfarrer und Dichter Christian Schesaeus (1536–1585), lobte seine Frömmigkeit, seinen guten Charakter sowie seine gräzistischen Fähigkeiten.
Das Kronstädter Honterus-Gymnasium verdankt Valentin Wagner die Anlage seiner ältesten Matrikel. 
Im Unterschied zu Johannes Honterus ist Valentin Wagner heute weitgehend vergessen. In Brașov erinnert nur noch ein bescheidener Straßenname an ihn.
Valentin Wagner wurde in der Pfarrgruft der Schwarzen Kirche seiner Heimatstadt bestattet.

### Imagines mortis selectiores
1558 gab Valentin Wagner in Kronstadt einen Totentanz unter dem Titel Imagines mortis selectiores heraus. Grundlage bildete eine Ausgabe des Theologen und Botanikers Georg Aemilius (1517–1569). Das Büchlein Wagners enthält 14 Reproduktionen des Totentanzes von Hans Holbein dem Jüngeren († 1543), darunter auf Seite 164 einen von Andreas Vesalius (1515–1564) entlehnten Holzschnitt, der ein vor einem offenen Sarkophag stehendes Skelett darstellt. Dies ist ein Beleg dafür, dass Vesalius’ Anatomie damals schon in Kronstadt bekannt war. Die Bilder schnitt der bis 1554 in Klausenburg und ab 1555 in Wittenberg tätige Kronstädter Jakobus Lucius (1530–1597). Wagner widmete dieses Werk dem Birthälmer Pfarrer Franz Salicaeus.

### Familie
Bezeugt ist ein Bruder namens Andreas Wagner. Dieser war ebenfalls schriftstellerisch tätig und wurde kaiserlicher Rat und Geheimsekretär von Ferdinand I. Im Jahr 1546 heiratete Valentin Wagner eine namentlich nicht bekannte Braut aus Hermannstadt. Aus der Ehe gingen drei Töchter, Anna, Martha und Catharina, sowie ein Sohn, Michael, hervor. Sein Schwiegersohn, Simon Massa, würdigte anlässlich des Todes Valentin Wagners dessen Verdienste. Simon Massa wurde 1563 Rektor des Kronstädter Gymnasiums.

## Rezeption
Der Historiker Johann Seivert (1735–1785) berichtete in seinen 1785 erschienenen Nachrichten von Siebenbürgischen Gelehrten und ihren Schriften auf immerhin neun Seiten über Wagner und verwies auf dessen wesentlichen Beitrag für die siebenbürgischen–sächsische Wissenschaft. Der Germanist Karl Kurt Klein (1897–1971) sowie der Kirchenhistoriker Karl Reinerth (1891–1986) betonten die starke Ausrichtung der Kronstädter Reformation an Wittenberg durch Wagners Mithilfe. Für den ev. Theologen Erich Roth (1917–1956) hingegen liegen die Wurzeln der Kronstädter Reformation hauptsächlich in der Schweiz. Wagner habe als erster den Strom der Schweizerischen Reformation Honters in Kronstadt in das lutherische Flussbett umgeleitet. Der Archivar Gustav Gündisch (1907–1996) publizierte 1958 eine Untersuchung zu Wagners Biographie und stellte Archivmaterial aus dem Klausenburger Rumänischen Nationalarchiv vor. Der Theologe und Melanthonforscher Heinz Scheible (* 1931) beschäftigte sich 1985 mit Melanchthons Einfluss im Donaukarpatenraum und stellte Äußerungen zu biographischen Fragen zusammen. Der Diakoniewissenschaftler Paul Philippi (1923–2018) konstatierte ebenfalls im Jahr 1985, dass Wagner durch die Katechisis eine Vision ökumenischer Gemeinsamkeit habe auslösen wollen.
Der evangelische Theologe und Kirchenhistoriker Andreas Müller (* 1966) wurde 1997 mit einer Dissertation zu Valentin Wagner an der Ruprecht-Karls-Universität Heidelberg promoviert. Müller betonte, dass mit der Katichisis das erste Werk eines siebenbürgisch-sächsischen Reformators vorliege, in dem der Versuch gemacht wird, Theologie in pädagogischer Form zu vermitteln. Ein derartig umfassendes theologisches Unternehmen sei erst wieder mit der von Superintendent Lukas Ungleich (= Unglerus) verfassten Formula pii konsensus aus dem Jahr 1572 durchgeführt worden. Wagners Katichisis sei ein beeindruckendes Dokument der Reformation an der Grenzscheide von Morgen- und Abendland. Allerdings habe sich Wagner zu wenig auf die Interessen seiner potentiellen orthodoxen Leserschaft eingestellt. Er habe sich zu sehr um eine einfache Übertragung westlich-reformatorischer Gedanken in die ostkirchliche Sprache bemüht. Deshalb konnte die Katichisis eine wirkliche Verständigung noch nicht erreichen.

## Schriften
- Praecepta vita Christianae. 1544 Digitalisat
- Katēchēsis. 1550
- mit Johannes Honterus und Marcus Fronius. Schriften des Johannes Honterus, Valentin Wagner und Markus Fronius. Quellen zur Geschichte von Kronstadt, 8, Beiheft. Braşov/Kronstadt: Gutenberg Druck 1929. Digitalisat